# ستونهيفن
ستونهيفن (بالإنجليزية: Stonehaven؛ وبالاسكتلندية الدُوريك: Steenhive ‎[stinˈhaiv] وتُلقَّب محليًا «Stoney») هي بلدة ساحلية في شمال شرقي اسكتلندا تتبع مجلس أبردينشاير، وتقع نحو 24 كم جنوب مدينة أبردين. بلغ عدد سكانها 11,177 نسمة وفق تعداد 2022. وكانت تاريخيًا العاصمة الإدارية لمقاطعة كينكاردينشير، وذلك قبل إلغاء نظام المقاطعات كوحدات إدارية.

## معرض الصور
- قاعة بلدية ستونهيفن
- منظر لستونهيفن من الجنوب الشرقي
- ستونهيفن من الجو
- مراسم كرات النار في ليلة رأس السنة (2003)